# Panaitiosz (matematikus)
Panaitiosz (?) görög matematikus
Életéről semmit sem tudunk, működésének pontos ideje is ismeretlen. Egyetlen munkája maradt fenn, amelynek címe: „Peri tón kata geometrian kai mouszikón logón kai diaszthmatón”.